# Michele Strazzabosco
Michele Strazzabosco (* 2. června 1976, Asiago v Itálii) je bývalý italský hokejový obránce. Během své kariéry trvající 22 sezón vystřídal dresy několika italských družstev. Nejvíc let nastupoval za tým Asiago Hockey 1935 v italské nejvyšší lize, kde svou profesionální kariéru v roce 1993 začal i skončil po sezóně 2014/15.
Na mezinárodní úrovni odehrál za italskou hokejovou reprezentaci celkem 170 utkání. V roce 2006 reprezentoval Itálii na zimních olympijských hrách v Turíně.